# يعسوب أحمر ضخم
يعسوب أحمر ضخم (الاسم العلمي: Pyrrhosoma nymphula) هو نوع من الحشرات من رتبة اليعسوبيات يسكن البرك والسدود، وأحيانا الأنهار بطيء الحركة. الاٍناث تظهر في عدة ألوان لكنها تشترك جميعا في وجود شريط أصفر حول الجزء البطني.

## ألبوم الصور

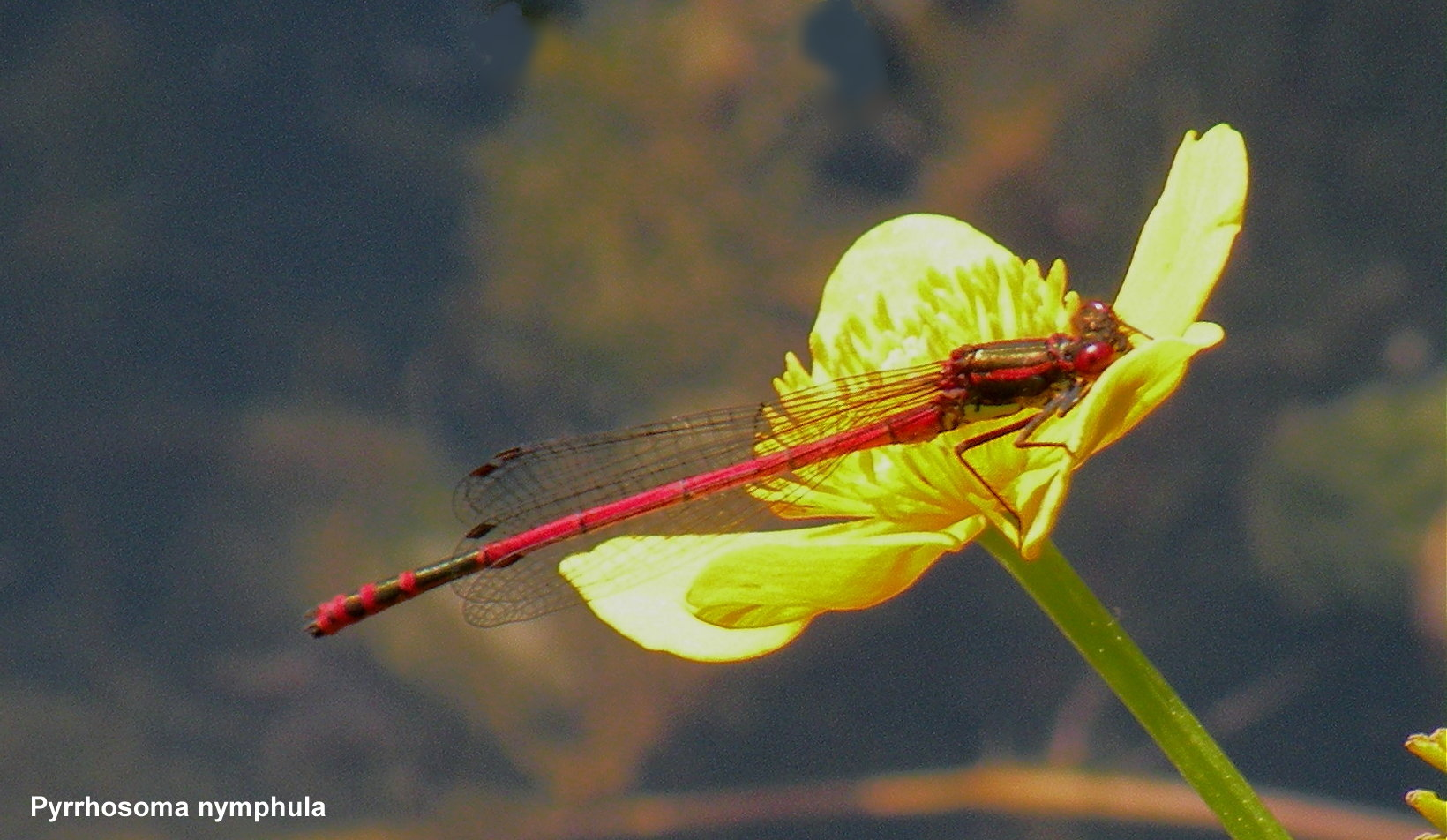
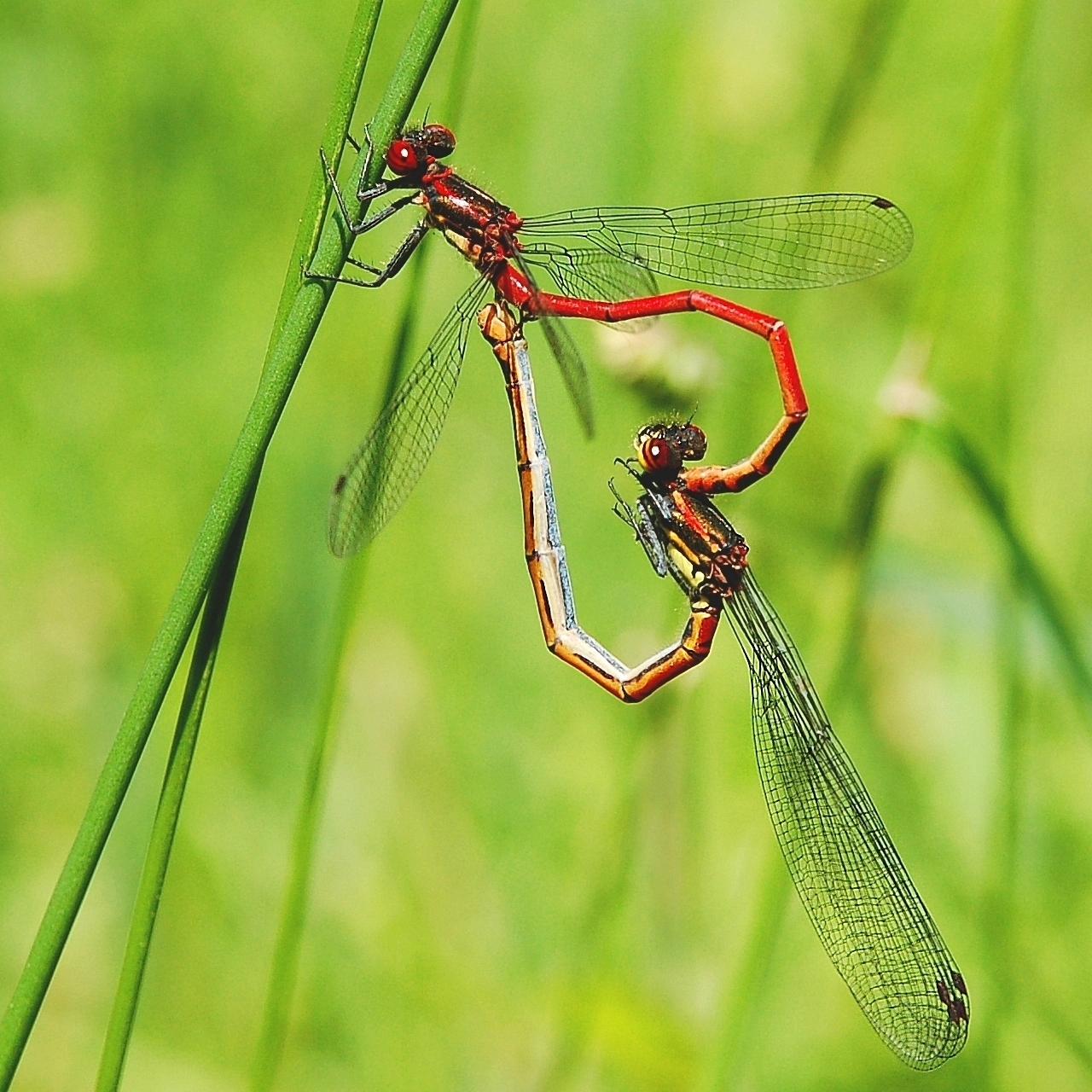
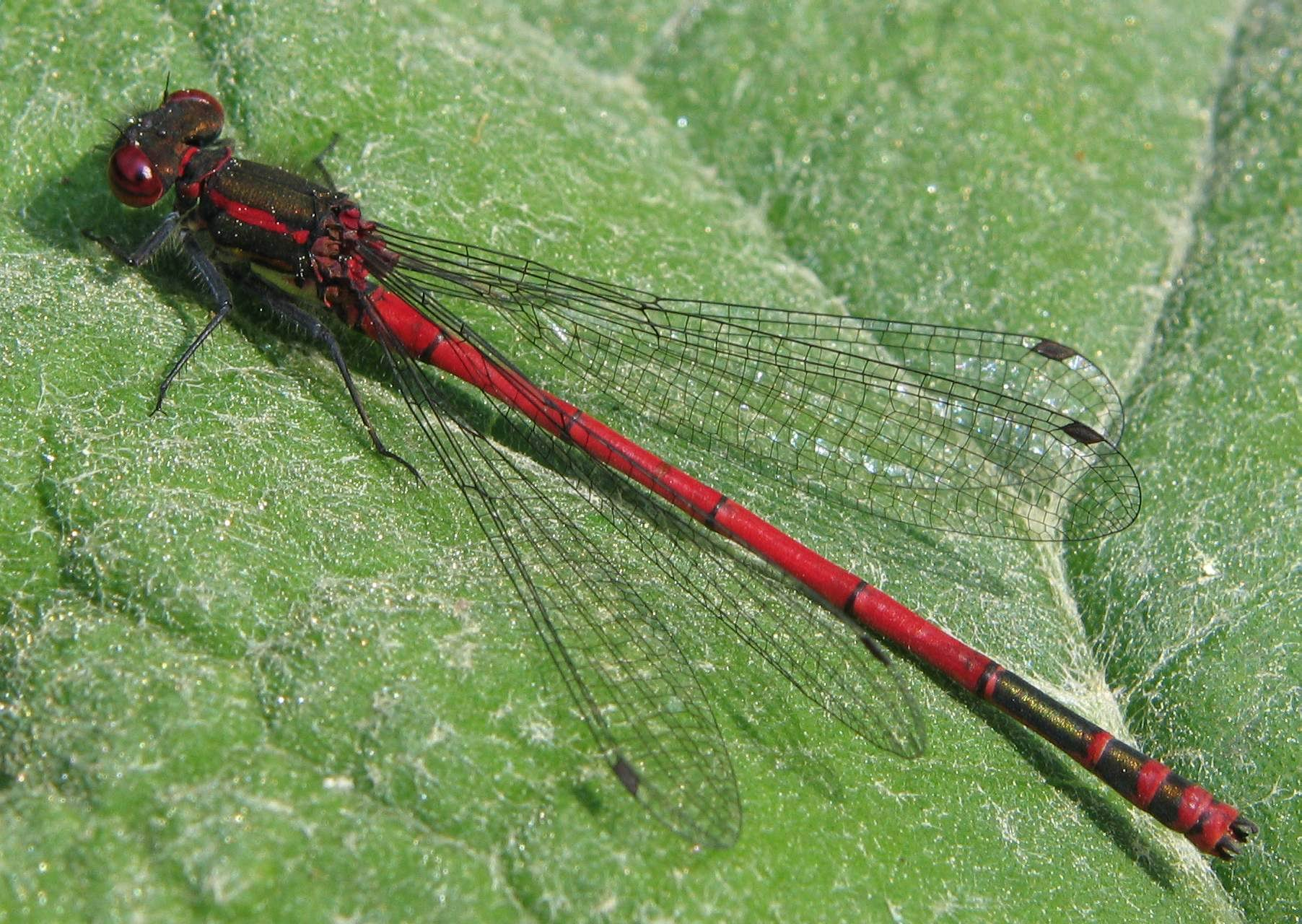